# Симпсон, Коди
Коди Роберт Симпсон (англ. Cody Robert Simpson; род. 11 января 1997 года) — австралийский поп-певец из Голд-Коста, с 2010 года сотрудничающий с американским лейблом Atlantic Records.

## Ранняя жизнь
Коди родился в семье Брэда и Энджи Симпсон. Кроме него в семье ещё два младших ребёнка — Том и Алли. Он также является неплохим пловцом, выигравшим две золотые медали чемпионата по плаванию в Квинсленде. Симпсон обучался плаванию под руководством Кена Никсона в «Miami Swimming Club», в котором его мать работала добровольцем. Летом 2022 года стал чемпионом и серебряным призёром Игр Содружества в Бирмингеме в составе сборной Австралии в эстафете 4×100 метров вольным стилем и комбинированной эстафете 4×100 метров. Симпсон плыл только на предварительной стадии в обеих эстафетах, но получил награды.
Летом 2009 года Симпсон начал записывать песни в своей спальне и выкладывать их на YouTube. Так он исполнил песни «I’m Yours» Джейсона Мраза, «Cry Me A River» и «Senorita» Джастина Тимберлейка, «I Want You Back» группы Jackson 5, и свои собственные песни — «One» и «Perfect». Через некоторое время его видео обнаружил Шон Кэмпбелл, продюсер, работавший с Jay-Z и другими известными исполнителями.

## Карьера
Росту признания Симпсона способствовало его появление в передаче «7.30 Report» в декабре 2009 года. Свой дебютный сингл «iYiYi» (записанный вместе с американским рэпером Flo Rida) он выпустил 15 мая 2010 года. Его цифровой релиз состоялся 30 мая 2010 года. Видео на песню «iYiYi» было выпущено 30 июня 2010 года. Клип на второй сингл Симпсона, «Summertime», вышел 20 сентября 2010 года.
В июне 2010 года Симпсон с семьей переехал в Лос-Анджелес для записи песен в студии Atlantic Records. Его менеджером стал Майкл «Blue» Уильямс. В том же месяце Симпсон появился в австралийской утренней передаче Sunrise. 22 июня 2010 года было объявлено, что Симпсон будет участвовать вместе с другими исполнителями в Camplified 2010 Tour, гастролируя по всей территории Соединенных Штатов. Тур, ставший для Симпсона первым, продлился с 5 июля по 14 августа 2010 года.
4 декабря 2010 года на официальном сайте Симпсона было объявлено, что EP под названием «4 U» будет выпущен через ITunes 21 декабря 2010 года. EP включает в себя в общей сложности пять треков, четыре из которых ранее не издавались.
Симпсон записал ремейк песни «I Want Candy» группы Strangeloves в качестве основной музыкальной темы к пасхальному анимационному мультфильму Тима Хилла «Бунт ушастых».
23 апреля 2011 года Симпсон выпустил сингл «On My Mind». Он был размещен на ITunes 23 мая 2011 года, а клип на эту песню был выпущен 17 июня 2011 года.
После этого Симпсон приступил к работе над треками для следующего EP на Atlantic Records. Он был выпущен 20 сентября 2011 года. Его назвали «Coast to Coast», так же, как гастрольный тур, проходивший с августа по сентябрь. 22 сентября было объявлено, что Коди Симпсон нанял менеджера Джастина Бибера, Скутера Брауна.
В декабре 2011 года компания «Wish Factory» выпустил куклу, изображающую Коди Симпсон.
В преддверии выпуска нового альбома, в конце апреля 2012 года Коди Симпсон выпустил микстейп под названием «Angels & Gentlemen». В него вошли каверы на песни Кельвина Харриса, Криса Брауна, Рианны и других исполнителей Записи были выложены для свободного скачивания на специально созданном для этого сайте.
В 2015 году снялся в фильме «Один безумный круиз», который вышел в прокат 19 июня 2015 года, где сыграл самого себя. Также по мотиву фильма Коди посвятил песню La da dee одной из главных героев Элли Дженсен-Бауэр.
В 2019 году исполнил роль Дмитрия в Бродвейском мюзикле «Анастасия»

## Личная жизнь
Встречался с Джиджи Хадид, Майли Сайрус. В июле 2022 года стало известно, что встречается с австралийской пловчихой, 5-кратной олимпийской чемпионкой Эммой Маккеон.

## Гастрольные туры

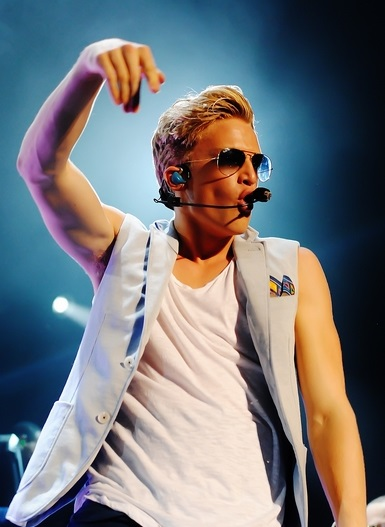
Симпсон в Монреале во время тура Welcome to Paradise

| Название                                                                  | Дата начала | Дата окончания |
| ------------------------------------------------------------------------- | ----------- | -------------- |
| Waiting 4U Tour                                                           | 2011-04-11  | 2011-05-17     |
| Coast to Coast Mall Tour                                                  | 2011-08-06  | 2011-09-18     |
| Welcome to Paradise                                                       | 2012-02-12  | 2012-02-26     |
| Paradise Tour (совместно с Ryan Beatty, Before You Exit и Plug in Stereo) | 2013-05-30  | 2014-12-31     |
| The Acoustic Sessions Tour                                                |             |                |

## Дискография
Студийные альбомы
- Paradise (2012)[33]
- Surfers Paradise (2013)[34]
- Free (2015)

EP
- 4 U (2010)[23]
- Coast to Coast (2011)[26]
- Preview to Paradise (2012)
- The Acoustic Sessions (2013)

## Награды и номинации
| Год  | Премия                                          | Номинация                       | Результат |
| ---- | ----------------------------------------------- | ------------------------------- | --------- |
| 2010 | Nickelodeon Australian Kids' Choice Awards 2010 | Fresh Aussie Musos              | Победа    |
| 2010 | Breakthrough Of The Year Awards 2010            | Breakthrough Internet Sensation | Победа    |
| 2010 | J-14 Teen Icon Awards 2010                      | Iconic Fan Favorite             | Номинация |
| 2010 | J-14 Teen Icon Awards 2010                      | Icon of Tomorrow                | Номинация |
| 2010 | Capricho Awards 2010                            | International Singer            | Номинация |
| 2010 | Hollywood Teen TV Awards                        | «Teen Pick Music: Male Artist»  | Номинация |
| 2011 | Nickelodeon Australian Kids Choice Awards 2011  | Super Fresh Award               | Победа    |
| 2011 | Nickelodeon Australian Kids Choice Awards 2011  | Aussie Musos                    | Победа    |
| 2011 | Nickelodeon Australian Kids Choice Awards 2011  | Awesome Aussie                  | Победа    |
| 2012 | Kids’ Choice Awards                             | Favorite Aussie Superstar       | Победа    |
| 2013 | Young Hollywood Awards                          | Role Model Award                | Победа    |
| 2013 | MTV Europe Music Awards                         | Best Australia Act              | Победа    |
| 2013 | MTV Europe Music Awards                         | Best Worldwide Act              | Номинация |
| 2013 | MTV Europe Music Awards                         | Artist On The Rise              | Номинация |
| 2013 | Radio Disney Music Awards                       | Best Male Artist                | Номинация |
| 2013 | Radio Disney Music Awards                       | Best Crush Song                 | Номинация |
| 2013 | Radio Disney Music Awards                       | Fiercest Fans                   | Номинация |
| 2014 | Kids' Choice Awards                             | Favorite Aussie Homegrown Act   | Победа    |
| 2014 | Radio Disney Music Awards                       | Best Male Artist                | Номинация |
| 2014 | Radio Disney Music Awards                       | Song That Makes You Smile       | Номинация |
| 2014 | World Music Awards                              | World’s Best Male Artist        | Номинация |
| 2014 | Teen Choice Awards                              | Choice Music Breakout Artist    | Номинация |
| 2014 | Oz Artist of the Year                           | Himself                         | Номинация |
| 2015 | Huading Awards                                  | International Male Artist       | Победа    |